# 산탄데르 사이클
산탄데르 사이클(영어: Santander Cycles, 이전명 바클리스 사이클 히어(Barclays Cycle Hire)는 영국 런던의 공공 자전거 대여 서비스이다. 이 서비스의 자전거는 당시 런던 시장으로서 서비스를 발표했던 보리스 존슨(Boris Johnson)의 이름을 딴 보리스 바이크(Boris Bikes)로도 널리 알려져있다.
서비스의 운영은 런던교통공사가 Serco에 위탁한다. 자전거 및 대여소는 PBSC Urban Solutions에서 제공한다. 이 서비스의 명칭은 후원사인 산탄데르 UK에서 따왔으며, 2015년 4월부터 주최했다. 2010년부터 2015년 3월까지 첫 후원사는 바클리스 은행이었다.

## 운영
이 제도의 일반 이용자는 TfL 웹사이트에 가입하여 24시간, 7일 또는 1년 동안의 대여 권한을 구입할 수 있다. 이용자는 대여소를 조작하기 위한 키를 게시한다. 키 비용은 £3이며 하나의 계정으로 최대 4개까지 등록할 수 있다. 키를 사용하면 대여소에서 자전거를 풀 수 있다.
2010년 12월 3일, 이 제도는 비회원이지만 주요 지불 카드를 보유한 임시 사용자에게까지 확대되었다. 1년 동안의 임시 이용은 불가능하다는 점을 제외하고 회원 및 비회원 사용자에게는 비용이 동일하다. 신용 카드나 직불 카드는 대여소에서 자전거를 대여할 때 사용할 수 있다. 24시간권 또는 7일권을 구입할 수 있다.
자전거는 대여 기간중 언제든지 빌릴 수 있다. 한 번에 30분 이상 이용하면 무료이다. 사용료는 대여 요금과 함께 더 짧은 이용을 위해 가중치가 부여된다. 자전거는 대여 기간 내에 여러 번 사용될 수 있으며, 각 기간은 그 기간에 따라 부과됩니다.

## 자전거

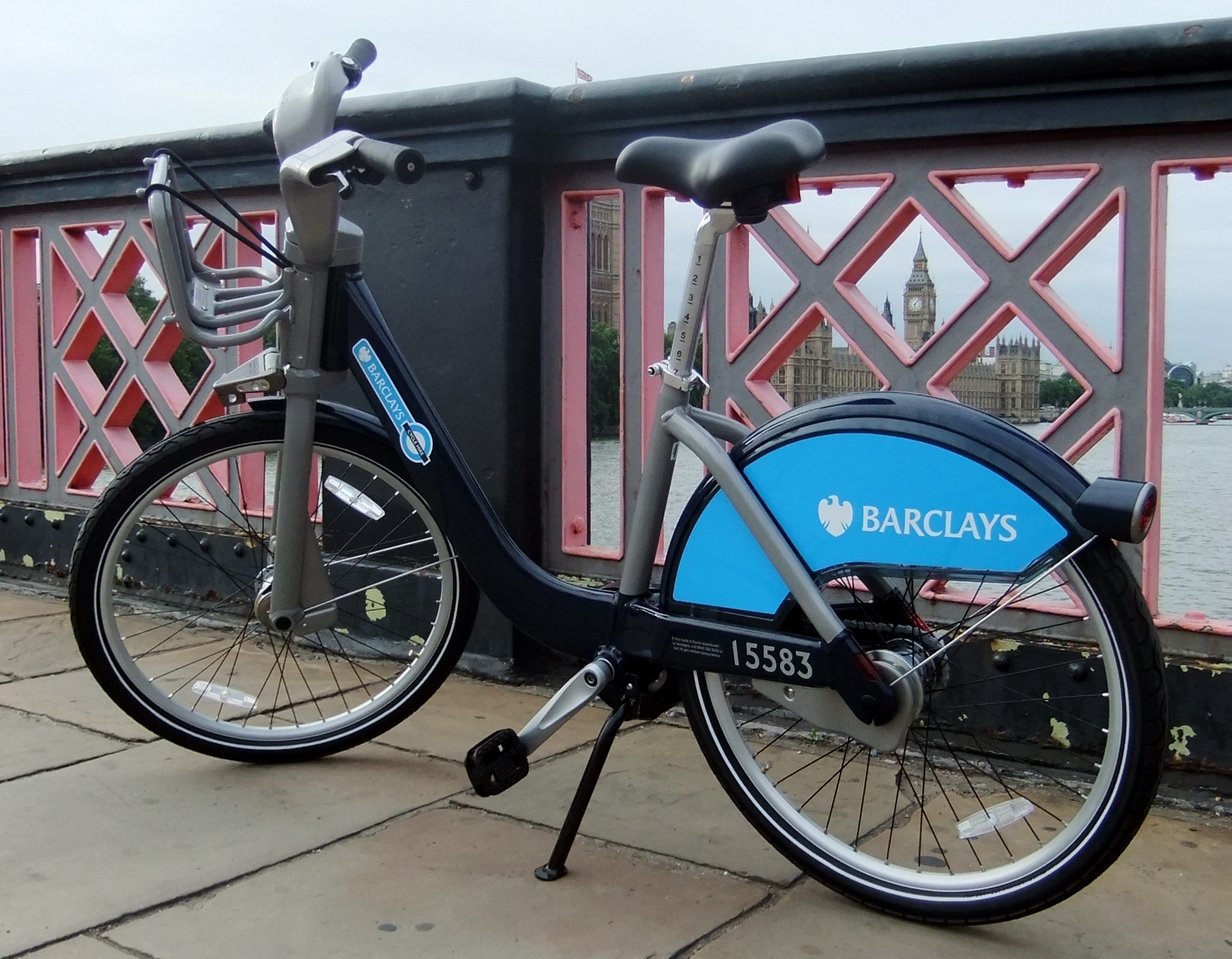
램버스 교 상의 자전거.

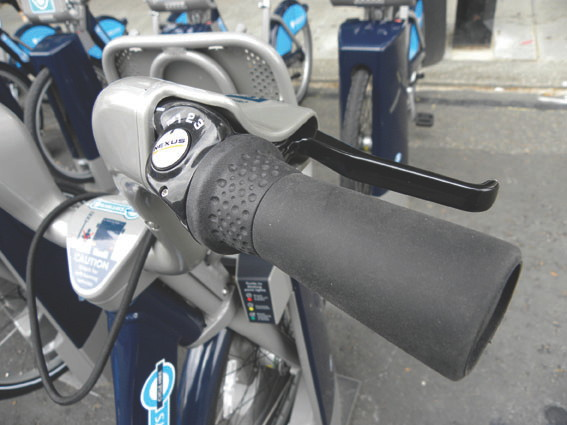
자전거 핸들바

Cycles Devinci에서 설계한 자전거의 특징은 아래와 같다.:

- 내구성을 높이기위한 펑크 방지 타이어.
- 양쪽 휠의 드럼 브레이크, 핸들바의 오른쪽 앞과 왼쪽 후방 브레이크 레버로 제어.
- 오른쪽 핸들바의 트위스트 그립(twist grip)으로 작동하는 3단 허브 기어(hub gear).
- 왼쪽 핸들바에 정착된 벨.
- 체인 가드(Chain guard).
- 기어 연결 가드(Gear linkage guard).
- 자전거를 탈 때와 정지후 2분 이상 깜박이는 다이너모 장착형 전방 및 후방 LED 표시등(도로 조명이 아닌 다른 교통에 대한 가시성을 위해).
- 핸들바 앞에 측면에서 열리는 작은 수하물 선반과, 소유물을 보호하기 위한 탄성 충격 코드 장착.
- 받침다리(Kickstand).
- 각 자전거의 식별을 위해, 후방 휠 악셀에 의해 프레임의 양쪽에 부착된 반사 번호판.

자전거는 유니섹스 스텝 스루 프레임이 있는 utility bicycle이다. 사이클은 (파리의 벨리브 계획과 달리) 잠금 장치가 제공되지 않는다.
알루미늄 프레임과 핸들바는 기물 파손, 손상 및 악천후로부터 보호하기 위해 케이블과 잠금장치를 감추어놓았다. 타이어는 견고하고 펑크방지 형으로 설계되었으며 적절 수준의 타이어 압력을 오래 유지하기 위해 질소로 채워져 있다. 수화물 선반 전면에 있는 5개의 LED와 2개의 LED 후면 조명은 약 23 kg (51 lb)의 견고한 프레임에 통합되어 있다.
이 자전거는 산업 디자이너 마이클 달레어(Michel Dallaire)에 의해 설계되었으며, 영국에 본사를 둔 국제 광업 그룹의 일원이자 몬트리올 기반의 캐나다 회사인 Rio Tinto Alcan에서 알루미늄을 제공하고, Cycles Devinci가 퀘벡 주 사그네 지역에서 제조했다.
자전거는 저중량이며 체중 및 최고 속도를 제한하는 방법을 제공한다. 전면부에 38개 톱니의 체인링이 있고 표준 23개 톱니의 리어 스프로킷보다 큰 Shimano Nexus 3허브 기어를 사용하며 1단 기어가 32인치, 2단 기어가 44인치, 3단 기어가 60인치가 된다. 이 기어링은 비슷한 종류의 3단 사이클에서 평소보다 22% 정도 낮다.
사이클과 대여소은 캐나다의 PBSC Urban Solutions가 설치했으며 몬트리올, 멜버른, 톨루카 등 많은 도시에서 운영되는 빅시 자전거 대여 시스템을 기반으로 한다.
2015년 12월에는 모든 자전거를 전면 레이저에 맞추기로 결정되었다. 레이저는 운전자에게 경고하고 사각을 효과적으로 줄이기 위해 자전거 앞에 약 15피트의 녹색 자전거 심볼을 투사한다.

## 대여소

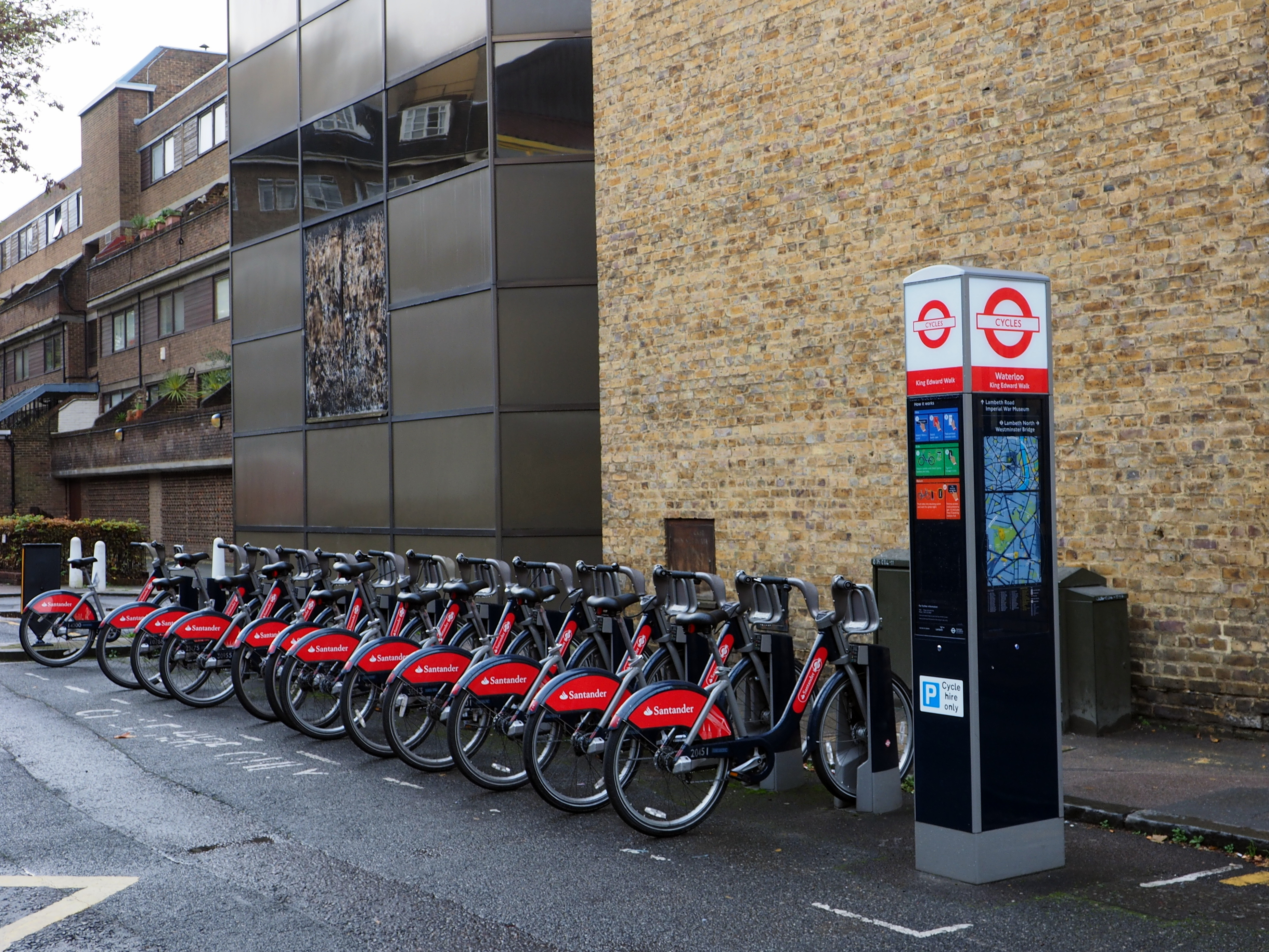
서더크의 대여소

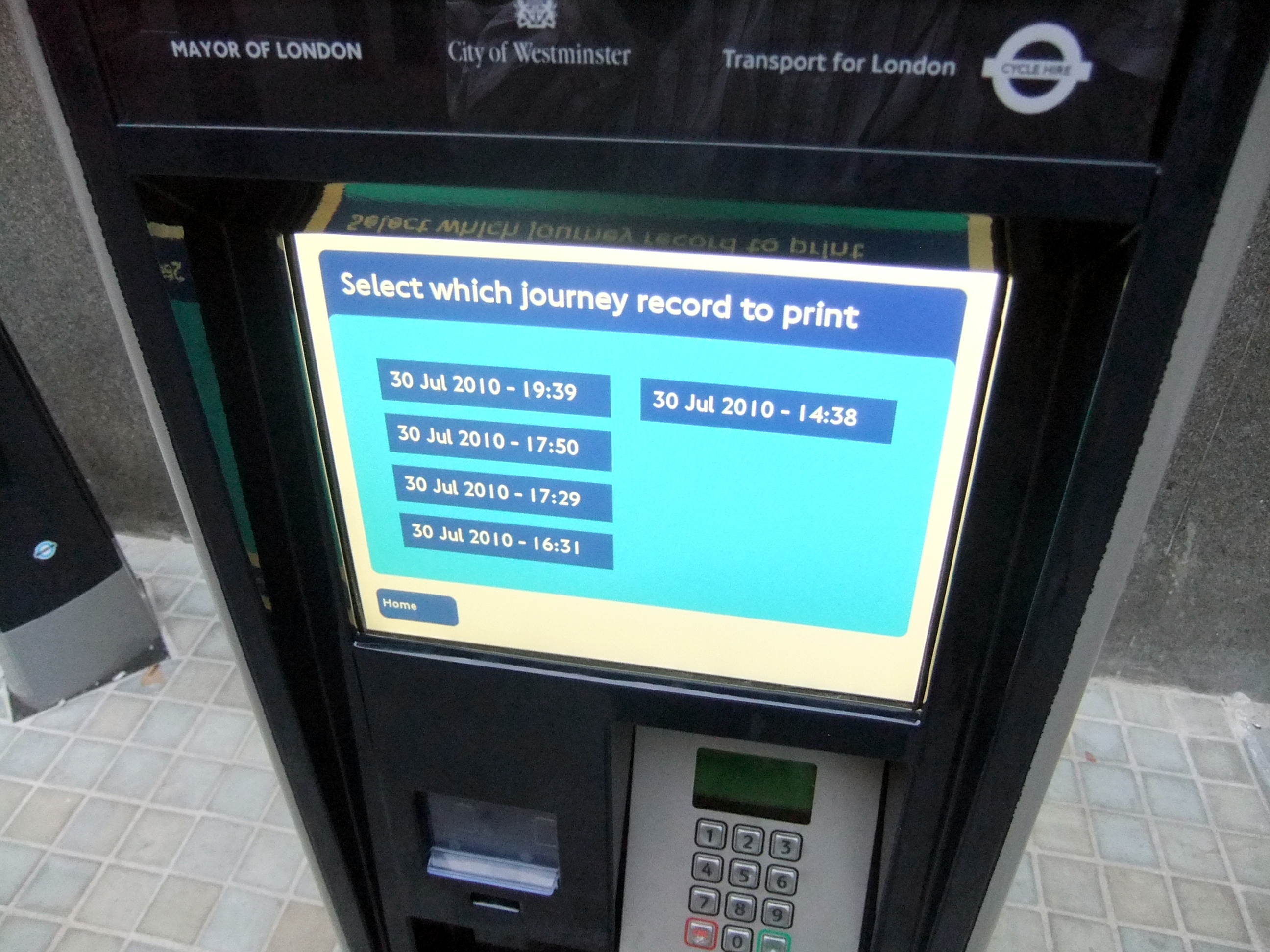
터미널 스크린

대여소(도킹 스테이션, Docking station)은 터미널과 거치 지점으로 구성되어 이용자가 자전거를 가져와 돌아오는 곳이다. 각 대여소의 터미널에는 이용자가 아래 사항을 수행할 수 있는 스크린이 설치되어 있다:
- 사용자가 키를 가지고 있지 않으면 칩 및 PIN 지불 카드로 자전거를 대여하기.
- 운행 기록을 출력.
- 다른 인근 대여소를 찾기. 자전거를 찾을때, 돌아왔을때, 꽉 찼거나, 비어 있을때 필요하다.
- 하나의 대여소가 가득차면 자전거를 다른 대여소로 반납하는데 비용을 들이지 않고 추가 시간을 확보하기.
- 지역 거리 지도, 계획 비용, 행동 규범 및 기타 언어로 된 정보를 참조.

대여한 자전거에 오류가 있는 경우 가장 가까운 대여소에 반납할 수 있으며, 10초 이내에 거치 지점의 빨간색 'fault(오류)'버튼을 누르면, 여분의 비용없이 다른 자전거를 대여할 수 있다.
고부하 시간 동안 자전거는 제로 CO2 배출량의 Alkè ATX280E 전기 차량으로 끄는 트레일러를 사용하여 가장 혼잡한 대여소에서 가장 한산한 대여소로 이동하고, 특수 설계된 테일 램프가 장착된 포드 중계 밴(Ford Transit vans)을 사용한다. 가장 가까운 대여소를 찾는데 도움이되는 여러 가지 휴대 전화 앱도 있다.

## 기술
자전거 대여 시스템의 플랫폼은 몬트리올의 빅시(Bixi Montréal), 뉴욕의 시티 바이크(Citi Bike), 워싱턴 DC의 캐피탈 바이크셰어(Capital Bikeshare), 호주의 맬버른 바이크 셰어(Melbourne Bike Share) 등에 서버 기술을 제공하는 8D Technologies가 개발했다.

## 운영 손수익
이 계획의 첫 3개월 동안 이용의 95%가 TfL 기본 이용 요금은 지불했으나 30분을 초과하지 않았다. 이 계획은 처음 96일 동안 이용 요금으로 323,545 파운드의 수익을 창출했다. 처음 1,400,000건의 여행 중 72,700건만 수익을 얻었으며, 사용자의 44%는 £150(약 252 달러, 또는 약 21만원)의 "늦게 돌아 오는(late return)"수수료를 청구했다. 이용에서 하루 평균 3,370 파운드의 소득으로, 이 계획은 비용을 충당하기 위해 다음 5년 동안 실질적으로 성장해야 했다. 이 초기에는 자전거 이용의 수가 꾸준히 늘었다. casual 사용이 도입되면 더 큰 수익 창출원이 될 것으로 예상되었다. 기본 요금은 2013년 1월에 두 배로 증가하여 연 4~6백만 파운드가 추가로 발생할 것으로 예상된다. 증가후 사용자 만족도가 떨어졌다.
2012년 5월 (2013년 이용 요금이 두 배가 되기 전에), TfL은 바클리스로 인해, 최대 5배인 2015/16년까지 납부자에게 2억 2500만 파운드의 비용이 부과될 것으로 추정했다.

## 요금
이용자는 기본 이용 요금(access fee)과 추가 요금(usage charges)을 모두 지불해야한다. 자전거는 이용 시간 내에 여러번 사용될 수 있으며, 각 이용 시간에 따라 부과된다.
2013년 1월에 기본 요금이 두 배로 증가했으며 주간 이용 시간(weekly access period)은 2015년 1월에 철회되었다. January 2015년 기준 기준으로 두 가지 이용 요금 유형은 24시간 이용의 경우 £2, 연간 이용(회원 전용)의 경우 £90였다.
추가 요금은 자전거의 지속적인 순환을 촉진하기 위해 가중치가 적용된다. 각 이용당 처음 30분은 추가 요금이 없다. 장시간 대여시 요금은 30분마다 £2씩 추가된다. 사용자가 자전거를 반납하면 다른 자전거를 빌리기 전에 5분이 경과해야한다. 즉, 사용자는 원하는만큼 이용할 수 있으며, 각 이용이 30분 미만이면 £2만 지불하면 된다.
자전거는 24시간 이내에 반납해야 한다. 자전거를 반납하지 않거나 손상시키면 £300까지 청구될 수 있다.